# JA西日本くみあい飼料
JA西日本くみあい飼料株式会社（じぇいえいにしにほんくみあいしりょう）は、JA全農系列の飼料の製造販売会社。

## 概要
ホクレンくみあい飼料、北日本くみあい飼料、JA東日本くみあい飼料、ジェイエイ北九州くみあい飼料、南日本くみあい飼料と並ぶ地域別飼料会社の一つ。近畿・中国・四国地域における飼料の製造および販売事業を行う。1968年（昭和43年）10月に設立、2008年（平成20年）4月1日にジェイエイ四国くみあい飼料株式会社と合併し、現社名に商号変更した。

## 沿革
- 1967年（昭和42年）11月 - 岡山くみあい飼料株式会社設立。
- 1991年（平成3年）10月 - 近畿くみあい飼料株式会社と合併し、西日本くみあい飼料株式会社に社名変更。
- 2001年（平成13年）4月 - ジェイエイ西日本くみあい飼料株式会社に社名変更。
- 2008年（平成20年）4月 - ジェイエイ四国くみあい飼料株式会社と合併し、JA西日本くみあい飼料株式会社に社名変更。

## 事業所

### 現行
- 倉敷工場 -  岡山県倉敷市
- 宇和島工場 -  愛媛県宇和島市
- 小松島工場 -  徳島県小松島市